# Get down (野猿の曲)
「Get down」（ゲット・ダウン）は、日本の歌手グループ、野猿のデビューシングル。1998年4月29日発売。

## 解説
- フジテレビ系『とんねるずのみなさんのおかげでした』エンディングテーマ曲。
- 元々は野猿というグループがKinKi Kidsのパロディとして始まったということで、作曲を担当した後藤には「KinKi Kids風の曲」という依頼が来て製作された。
- この曲のPVは、六本木ヴェルファーレで撮影された。PV監督は武石渉。
- この曲の振り付けはTRFのSAMによるもの。CDジャケット写真の撮影は桐島ローランド。
- デビューへの練習課題曲であった「Privacy」がメインシングルであったが、曲の完成度から、カップリング収録予定だった「Get down」を急遽メインの楽曲に入れ替えて発売された。発売予定のフライヤーなどではデビューシングル「Privacy（仮）」と印刷されていた。

## 収録曲
1. Get down
作詞：秋元康 / 作曲：後藤次利 / 編曲：後藤次利、田原音彦
1stアルバム『STAFF ROLL』、ベスト・アルバム『撤収』に収録。
2. Privacy
作詞：秋元康 / 作曲：後藤次利 / 編曲：後藤次利、田原音彦
アルバム未収録曲。iTunes購入可能。
3. Get down -Original Karaoke-
4. Privacy -Original Karaoke-